# ベルト・ファン・マルワイク
ベルト・ファン・マルヴァイク（ファン・マルバイク、ファン・マルウェイクなどとも、Bert van Marwijk、1952年5月19日 - ）は、オランダ東部のデーフェンテル出身の元サッカー選手、現サッカー指導者。娘婿は元オランダ代表のマルク・ファン・ボメルである。

## 経歴
1969年、ゴー・アヘッド・イーグルスでプロデビュー。ミッドフィルダーとして活躍し、オランダ国内のクラブを転々とした。1975年にはユーゴスラビア代表との親善試合に出場し、代表キャップ1試合を記録した。
MVVマーストリヒトに所属していた1982年、現役の選手でありながら同チームのユースチームコーチを任され、指導者としての道を歩み始める。1986年にフォルトゥナ・シッタートに移籍後、現役を続けながらアマチュアクラブSVメールセンのユースチームの監督を兼任した。監督業に専念するため1988年に引退、国内外のアマチュアクラブの監督として3チームを渡り歩いた。
1997年にはフォルトゥナ・シッタートの監督に就任。マルク・ファン・ボメル、ヴィルフレート・ボウマ、ケヴィン・ホフラントといった後のオランダ代表選手を育て上げると、1999年にKNVBカップで決勝までチームを率いた手腕が評価され、翌2000年にフェイエノールトの監督に就任。国内リーグを制することはできなかったが、2002年に小野伸二、ヨン・ダール・トマソン、ピエール・ファン・ホーイドンクらを率いてUEFAカップを制した。
2004年、ボルシア・ドルトムントの監督に就任したが2006年シーズン半ばで辞任。翌年から再びフェイエノールトの監督を務め、KNVBカップを制覇。2008年8月よりマルコ・ファン・バステンの後任として、オランダ代表の監督に就任。
2010年のFIFAワールドカップで準優勝に導く。しかし2012年のUEFA欧州選手権ではグループリーグを3戦全敗に終わり、契約期間が2016年まで残っていたが、この責任を取り6月27日に辞任した。
2013年9月、ハンブルガーSVの監督に就任。しかし順位が降格圏に突入するなど成績不振のために2014年2月15日に解任された。
2015年8月25日、サウジアラビア代表監督に就任。2006年以来のワールドカップ本大会出場を決めたが、マルク・ファン・ボメルやアドリー・コスターといった契約が終了したテクニカル･スタッフが解任され、自身も本大会に向けての契約延長交渉の中で「月に23日間国内に留まり、国外に出る場合は許可を得なければならない」という条件を出されたことで、延長を拒否し即退任を決めた。
2018年1月24日、サッカーオーストラリア代表の監督に就任した。
2018年7月14日、サッカーオーストラリア代表の監督を退任した。
2019年3月20日、サッカーアラブ首長国連邦代表の監督に就任した。
2022年6月28日、古巣のクラブMVVマーストリヒトのコーチングアドヴァイザーに就任。

## エピソード
2010 FIFAワールドカップ南アフリカ大会の抽選会場で、同じグループEになった日本代表の岡田武史監督と会話した際、本人に向かって「ところで日本の監督ってだれなの？」と発言した。また、同大会の試合前に岡田が握手を求めたのに対し、握手には応じたが憮然とした態度でオランダ語で「お前は面倒な奴だ」と言い放ちその場を去ったと報道された。この行為に対し中国で「アジア人を見下している」などの非難が相次いだ。のちにファン・マルワイクは「握手は（わずか）2、3秒で、岡田監督がそこにいたとは思わなかった。岡田監督を見下しているわけではない。私はどんな人にも敬意を持っている」と釈明した。

## 代表歴

### 試合数
- 国際Aマッチ 1試合 0得点（1975年）[7]

| オランダ代表 | 国際Aマッチ | 国際Aマッチ |
| 年           | 出場        | 得点        |
| ------------ | ----------- | ----------- |
| 1975         | 1           | 0           |
| 通算         | 1           | 0           |

## 監督成績
| チーム                   | 国                   | 就任           | 退任           | 記録 | 記録 | 記録 | 記録 | 記録   |
| チーム                   | 国                   | 就任           | 退任           | 試   | 勝   | 分   | 敗   | 勝率   |
| ------------------------ | -------------------- | -------------- | -------------- | ---- | ---- | ---- | ---- | ------ |
| FC Herderen              | ベルギーの旗         | 1990           | 1991           |      |      |      |      |        |
| RKVCL Limmel             | オランダの旗         | 1991           | 1995           |      |      |      |      |        |
| SV Meerssen              | オランダの旗         | 1995           | 1998           |      |      |      |      |        |
| フォルトゥナ・シッタート | オランダの旗         | 1998           | 2000           |      |      |      |      |        |
| フェイエノールト         | オランダの旗         | 2000年7月1日   | 2004年6月30日  | 182  | 110  | 32   | 40   | 060.44 |
| ボルシア・ドルトムント   | ドイツの旗           | 2004年7月1日   | 2006年12月16日 | 95   | 35   | 32   | 28   | 036.84 |
| フェイエノールト         | オランダの旗         | 2007年7月1日   | 2008年6月30日  | 38   | 24   | 6    | 8    | 063.16 |
| オランダ代表             | オランダの旗         | 2008年8月1日   | 2012年6月27日  | 52   | 34   | 10   | 8    | 065.38 |
| ハンブルガーSV           | ドイツの旗           | 2013年9月26日  | 2014年2月15日  | 17   | 4    | 3    | 10   | 023.53 |
| サウジアラビア代表       | サウジアラビアの旗   | 2015年9月1日   | 2017年9月15日  | 20   | 13   | 4    | 3    | 065.00 |
| オーストラリア代表       | オーストラリアの旗   | 2018年1月24日  | 2018年7月14日  | 7    | 2    | 2    | 3    | 028.57 |
| アラブ首長国連邦代表     | アラブ首長国連邦の旗 | 2019年3月20日  | 2019年12月4日  | 11   | 6    | 1    | 4    | 054.55 |
| アラブ首長国連邦代表     | アラブ首長国連邦の旗 | 2020年12月14日 | 2022年2月12日  | 11   | 6    | 4    | 1    | 054.55 |